# Niger na Mistrzostwach Świata w Lekkoatletyce 2009
Niger na Mistrzostwach Świata w Lekkoatletyce 2009, reprezentowany był tylko przez 1 zawodnika – Moumouni’ego Kimbę. Nie zdobył on żadnego medalu na tych mistrzostwach.

## Występy reprezentanta Nigru
- Bieg na 400 m mężczyzn – Moumouni Kimba – 47. miejsce w kwalifikacjach (50.93 sek. PB[1] → nie awansował dalej)